# Мургаш (Софийская область)
Мургаш (болг. Мургаш) — село в Болгарии. Находится в Софийской области, входит в общину Годеч. Население составляет 60 человек (2022).

## Политическая ситуация
Мургаш подчиняется непосредственно общине и не имеет своего кмета.
Кмет (мэр) общины Годеч — Владимир Аспарухов Александров Болгарская социалистическая партия (БСП) по результатам выборов в правление общины.